# Хиггинботэм, Джоан
Джоа́н Элизабе́т Ми́ллер Хиггинбо́тэм (англ. Joan Elizabeth Miller Higginbotham; род. 1964) — астронавт НАСА. Совершила один космический полёт на шаттле: STS-116 (2006, «Дискавери»), инженер.

## Личные данные и образование

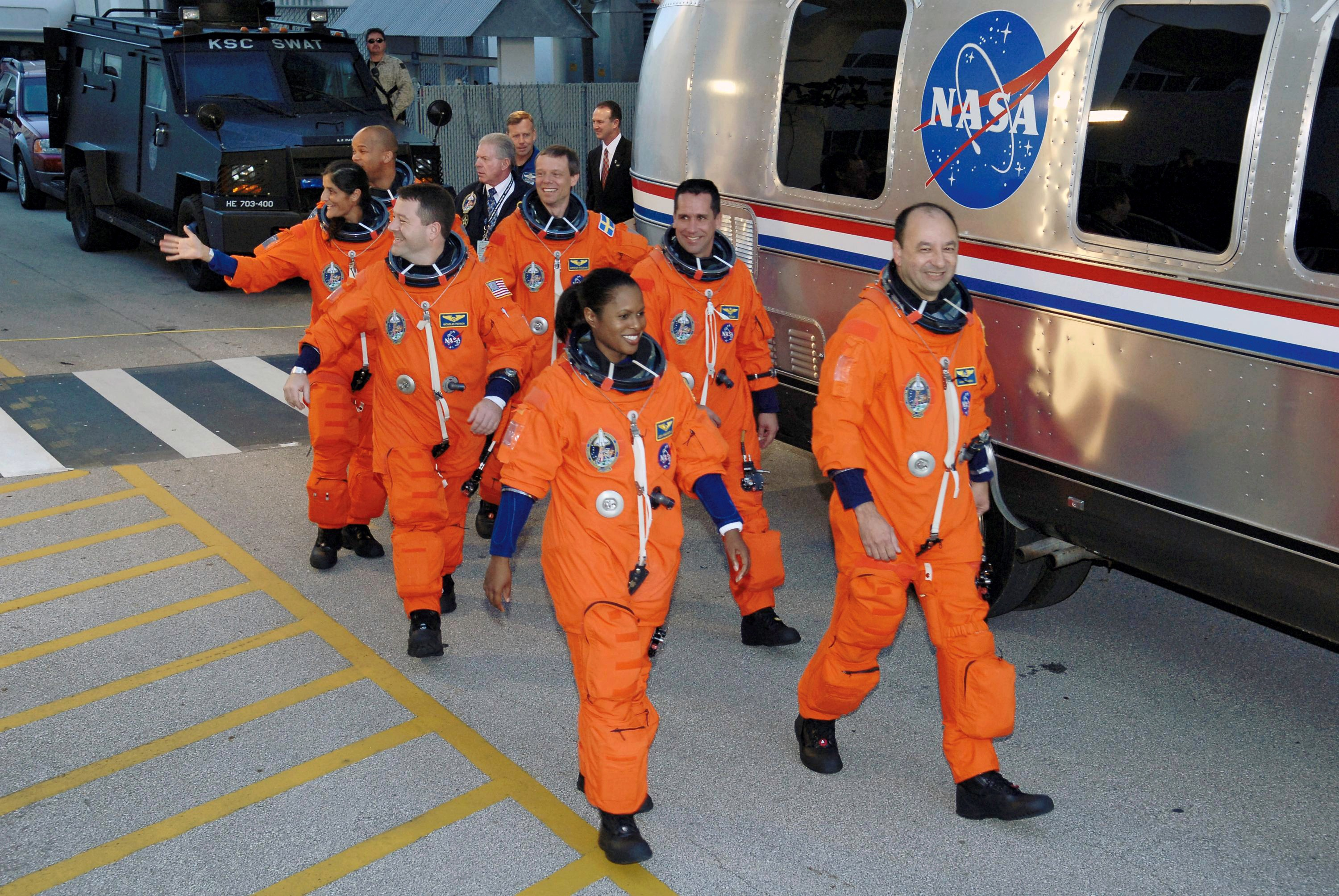
STS-116: перед стартом. Хиггинботэм на первом плане.

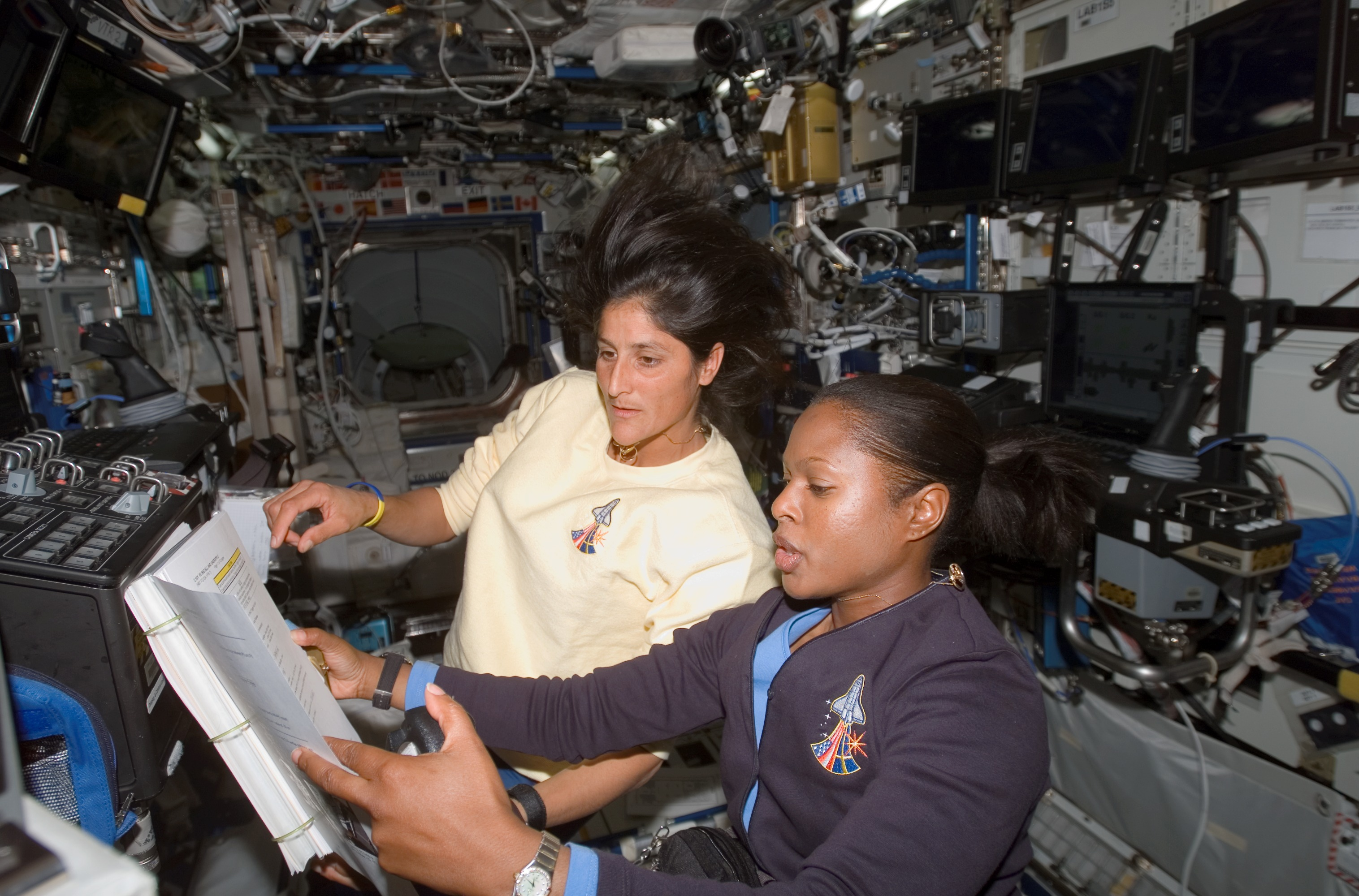
STS-116: Хиггинботэм (справа) на борту МКС.

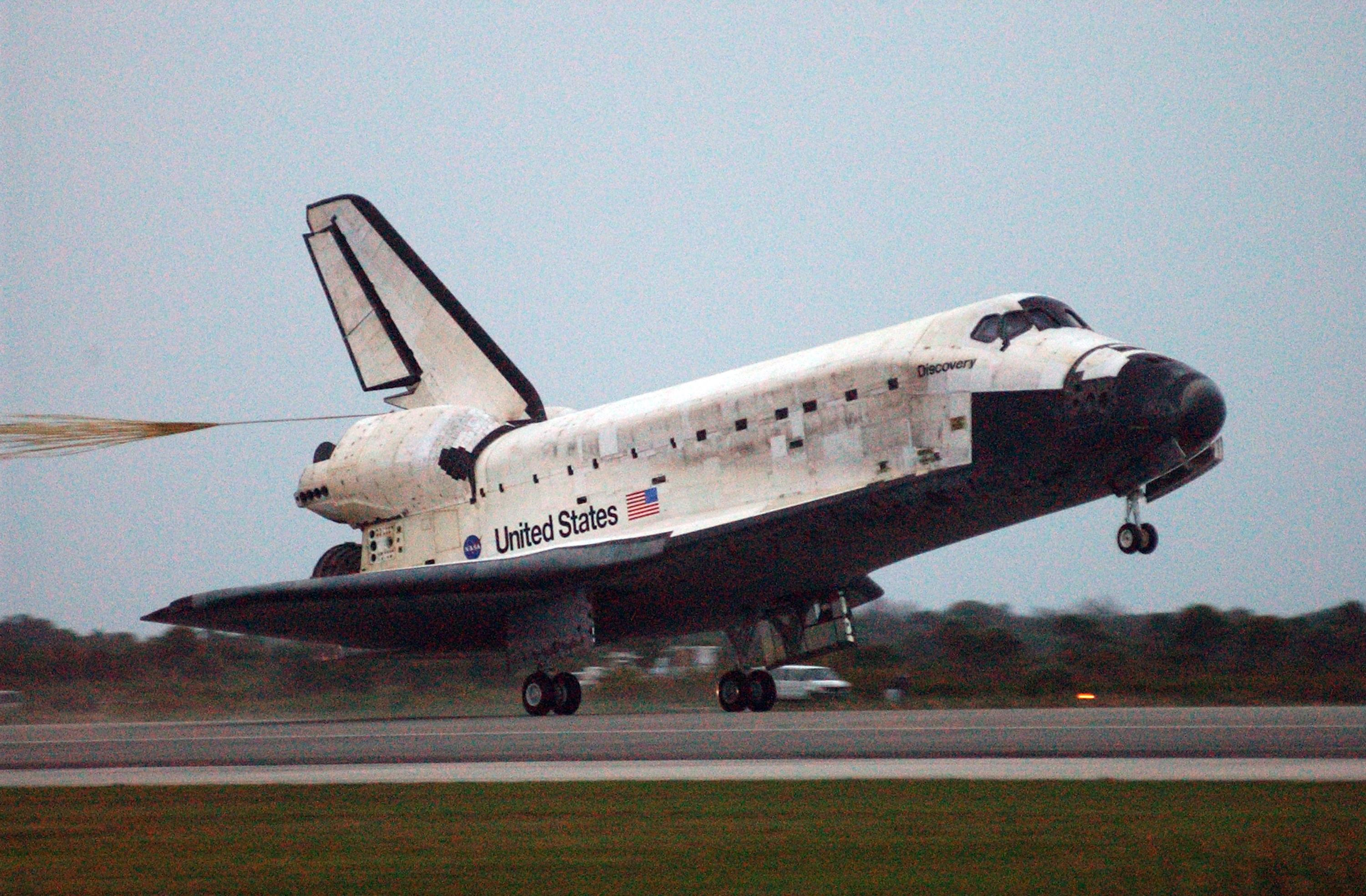
STS-116: приземление.

Джоан Хиггинботэм родилась 3 августа 1964 года в городе Чикаго, штат Иллинойс, где в 1982 году окончила среднюю школу. В 1987 году получила степень бакалавра в области электроники в Университете Южного Иллинойса, в городе Карбондейл. Во Флоридском Технологическом институте в 1992 году получила степень магистра наук в области систем управления и в 1996 году — магистра наук в области космических систем.
Она увлекается бодибилдингом (тяжелая атлетика), велосипедным спортом, музыкой..

## До НАСА
Джоан Хиггинботэм начала свою карьеру в 1987 году в Центр космических исследований имени Кеннеди, штат Флорида, в отделе электрических и телекоммуникационных систем, в качестве инженера-электронщика полезной нагрузки. Через шесть месяцев она стала руководителем экспериментов для STS-102. Принимала участие в разработке интерактивных дисплеев..

## Подготовка к космическим полётам
Принимала участие в 15-м наборе НАСА. 1 мая 1996 года была зачислена в отряд НАСА в составе шестнадцатого набора, кандидатом в астронавты. Стала проходить обучение по курсу Общекосмической подготовки (ОКП). По окончании курса, в 1998 году получила квалификацию «специалист полёта» и назначение в Офис астронавтов НАСА.

## Полёты в космос
- Первый полёт — STS-116[3], шаттл «Дискавери». С 10 по 22 декабря 2006 года в качестве «специалиста полёта». Цель полёта: доставка и монтаж сегмента ферменной конструкции МКС P5, частичная замена долговременного экипажа МКС, доставка грузов на МКС в транспортном модуле «Спейсхэб». Три основных компонента полезной нагрузки шаттла составляли: сегмент ферменной конструкции Р5, одиночный модуль «Спейсхэб» и панель, на которой установлено экспериментальное оборудование. Сегмент Р5 будет служить промежуточным звеном между панелями солнечных батарей, что обеспечит переконфигурацию распределения электроэнергии и систем охлаждения. Кроме того шаттл доставил на орбиту три пико-спутника, которые были запущены после отстыковки шаттла от МКС. Эти три спутника имеют размер с чашку кофе. Успешная установка сегмента P5 является ключевым моментом для конфигурации системы электроснабжения МКС. Система электроснабжения состоит из генераторов энергии, накопления и хранения энергии, управления и распределения электроэнергии. Во время полёта астронавты выполнили четыре выхода в открытый космос (Хиггинботэм не выходила). 12 декабря 2006 года — продолжительностью 6 часов 36 минут. Главной задачей выхода была установка сегмента ферменной конструкции Р5. Монтаж сегмента Р5 осуществлялся с помощью робота-манипулятора станции, которым управляла Джоан Хиггинботэм. Астронавты также заменили вышедшую из строя камеру на сегменте S1, и выполнили несколько небольших заданий, в том числе провели электрические соединения между сегментами Р4 и Р5 и проверили надёжность сборки. 14 декабря — 5 часов 1 минуту, астронавты занимались электромонтажными работами: прокладывали силовые кабели и подключали солнечные батареи к системе энергоснабжения МКС. 16 декабря — 6 часов 31 минуту, астронавты продолжали заниматься электромонтажными работами: прокладывали силовые кабели и подключали солнечные батареи к системе энергоснабжения МКС. В дополнение, астронавты пытались расшатать и свернуть заклинившую солнечную батарею сегмента Р6. Эти попытки удались им лишь частично. Удалось сложить ещё 4 секции батареи (в общей сложности, сложились 21 секции из 31). Вернуть батарею в полностью сложенное состояние не удалось. 18 декабря 2006 — 6 часов 28 минут, при предыдущих выходах и попытках свёртывания крыла 4B, оно заклинило. Было принято решение о дополнительном, четвёртом выходе в космос, чтобы устранить препятствия к свёртыванию солнечной батареи. 18 декабря эту задачу успешно выполнили Роберт Курбим и Кристер Фуглесанг. Продолжительность полёта составила 12 дней 20 часов 44 минуты.[4].

Общая продолжительность полётов в космос — 12 дней 20 часов 45 минут.

## После полёта
26 ноября 2007 года ушла из отряда астронавтов НАСА.

## Награды и премии
Награждена: Медаль «За космический полёт» (2006) и многие другие.